# Krylja Sowetow Moskau
Der HK Krylja Sowetow Moskau (russisch Хоккейный клуб «Крылья Советов» Москва, dt. „Hockeyklub ‚Flügel der Sowjets‘ Moskau“) ist ein 1947 gegründeter Eishockeyklub der russischen Stadt Moskau, der zur russischen Luftwaffe gehört. Die Vereinsfarben sind blau, weiß und rot.

## Geschichte
Seit seiner Gründung 1947 gehörte Krylja Sowetow Moskau durch die Verbindung zum sowjetischen Militär hinter den Stadtrivalen ZSKA und Spartak zu den erfolgreichsten Klubs der Sowjetunion. 1957 und 1974 errang das Team die Sowjetische Meisterschaft sowie 1951, 1974 und 1989 den Pokalwettbewerb. Der größte Erfolg war jedoch der Gewinn des Europapokals 1975. Weitere internationale Erfolge konnte Krylja Sowetow beim Spengler Cup 1979 und 1987 feiern. Als einer der Top-Klubs der Sowjetunion nahm Krylja Sowetow in den Jahren 1976, 1979 und 1990 an den Super-Series-Vergleichen mit der National Hockey League teil. Von insgesamt zwölf Partien konnten sechs gewonnen werden. Demgegenüber standen zwei Unentschieden und vier Niederlagen.
In der Saison 1994/95 nahm eine Delegation von Krylja Sowetow Moskau unter dem Namen Soviet Wings am Spielbetrieb der nordamerikanischen Profiliga International Hockey League teil und bestritt insgesamt 17 Saisonspiele – gegen jeden regulären IHL-Teilnehmer eine Partie.
Nach dem Zerfall der Sowjetunion konnte der einstige Vorzeigeklub nicht mehr an die Erfolge aus der Vergangenheit anknüpfen und stieg 1999 erstmals aus der erstklassigen Superliga in die zweitklassige Wysschaja Liga ab. Nach dem Wiederaufstieg 2001 erfolgte 2003 der erneute Gang in die Zweitklassigkeit. Drei Jahre dauerte es dann, bis Krylja Sowetow erneut in der Superliga antreten konnte. 2007 stieg der Verein jedoch erneut in die Wysschaja Liga ab. Im folgenden Jahr kam es zwischen dem Hallenbetreiber und dem Klubmanagement zu Differenzen wegen ausstehender Mietzahlungen. In der Folge wurde die Profiabteilung ausgeschlossen und spaltete sich daraufhin unter der Führung des Vereinspräsidenten Alexander Tretjak vom Rest des Vereins ab. Da andere Institutionen des Klubs, wie die Eishockeyschule und die Juniorenteams, diesen Schritt jedoch nicht taten, bildeten diese als MHK Krylja Sowetow Moskau eine eigene Profiabteilung, die in der Saison 2008/09 ebenfalls in der Wysschaja Liga antrat. In der folgenden Spielzeit blieb die Profiabteilung des MHK jedoch inaktiv und stattdessen trat dieser mit einer Juniorenmannschaft in der Nachwuchsliga Molodjoschnaja Chokkeinaja Liga an.
Seit Sommer 2010 sind beide Vereine wiedervereinigt. Während die Profiabteilung von Krylja Sowetow Moskau in der Saison 2010/11 in der neuen zweiten Liga, der Wysschaja Hockey-Liga, antrat, wurde das MHL-Team nach Dmitrow umgesiedelt und spielte dort als Krylja Sowetow Dmitrow. Im Sommer 2011 wurde der Spielbetrieb beider Mannschaften aufgrund finanzieller Probleme eingestellt. Seither betreibt der Verein ausschließlich Jugendarbeit.

## Bekannte ehemalige Spieler
- Alfred Kutschewski
- Sergei Prjachin
- Nikita Saizew
- Alexander Sidelnikow

## Trainer
- Wladimir Gorochow (1947–48)
- Wladimir Jegorow (1948–1961, 1967–1970)
- Sergei Mitin (1961–64)
- Alexander Winogradow (1964–67)
- Alexander Prilenski (1970–71)
- Boris Kulagin (1971–76)
- Igor Nikolajewitsch Tusik (1976–1981)
- Walentin Grigorjew (1981–82)
- Igor Dimitrijew (1982–1997)